# Pont del Marcet

El Pont del Marcet, respecte del terme de Granera

El Pont del Marcet és un pont del terme municipal de Granera, a la comarca del Moianès.
Està situat a la part central-oriental del terme, damunt de la riera del Marcet, al mateix límit amb Castellterçol. El termenal passa pel mig del pont, de manera que l'extrem de ponent pertany a Granera i el de llevant a Castellterçol. Serveix perquè la carretera BV-1245, en el seu punt quilomètric 6,1, superi la riera del Marcet. És al nord de la Fàbrica del Marcet i al nord-est del Pantà del Marcet. És just al costat septentrional d'on s'aboquen en la riera del Marcet el torrent de la Cua de la Guilla i, uns metres més al sud, el torrent de les Tutes. El punt on es troba està dominat a ponent per la Serra Pelada i al nord-est pel Turó del Pei.